# Білий список митців Міністерства культури України
Білий список митців Міністерства культури України — неформальна назва списку митців (діячів культури, кіноакторів, акторів тощо), які висловилися за територіальну цілісність України та «дедалі гучніше висловлюють свою підтримку нашій державі в боротьбі із загарбником».
Список формується на знак вдячності і поваги до громадян іноземних держав, які «не побоялися стати на сторону правди, справедливості та простого людського сумління» і «сказали однозначне „ТАК“ територіально цілісній, суверенній та демократичній Україні, і відповіли „НІ“ агресії, окупації та анексії».
«Зараз, коли Україна знаходиться у стані боротьби проти російсько-терористичної агресії, у всьому світі з'являються кіноактори, діячі культури, митці, громадські активісти, які дедалі гучніше висловлюють свою підтримку нашій державі в боротьбі із загарбником. У деяких країнах вони роблять це попри можливі ризики для власного життя та професійної діяльності, інколи ризикуючи навіть свободою та здоров'ям», — говориться в повідомленні Міністерства культури України.
Перша редакція «Білого списку» була опублікована 30 липня 2015 року й до списку було включено 34 особи з Росії, Європи і США. Згодом список було зменшено до 33 осіб і з нього було вилучено російського актора Валентина Гафта (1935—2020), який негативно відреагував на включення його до «Білого списку», заявивши, що волів би опинитися у «Чорному списку». За словами Гафта, попри те, що йому відкритий в'їзд до України, приїжджати сюди він поки що не збирається. На думку актора те, що зараз відбувається між Україною і Росією, — «це знищення нашого майбутнього». Восени 2015 року у програмі російського телеканалу НТВ Нові російські сенсації — Чорні списки Порошенка Гафт заявив, що вважає себе «путінцем» і що президент України Петро Порошенко — «виродок». Згодом, в ексклюзивному коментарі українському виданню «Гордон» актор заявив, що «Україна вбиває своїх же», додавши: «Кому потрібна Україна? Крим був відданий вам несправедливо, це російська територія, за неї чортзна скільки боролися, пролили кров».
Віце прем'єр-міністр України з гуманітарних питань В'ячеслав Кириленко заявив, що «митці, включені у „Білий список“, повинні отримувати максимальне сприяння у своїй творчій діяльності на території України» та закликав українську громадськість взяти участь в наповненні і подальшому розширенні «Білого списку».
Станом на червень 2024 рік до «Білого списку митців» входять 26 діячів мистецтва і культури. Раніше, що підтримали Україну стали померлі діячи, актори, режисери та письменники: Ельдар Рязанов (1927—2015), Михайло Жванецький (1934—2020), Сергій Юрський (1935—2019), Андрій М'ягков (1938—2021), Вахтанг Кікабідзе (1938—2023), Емма Абайдулліна (1941—2024) та Лев Рубінштейн (1947—2024).

## Перелік
| № з/п | Прізвище, ім'я, по батькові                               | Портрет | Рід занять                                                  | Громадянство     | Дата внесення в список | Примітки |
| ----- | --------------------------------------------------------- | ------- | ----------------------------------------------------------- | ---------------- | ---------------------- | --- |
| 1     | Макаревич Андрій Вадимович                                |         | співак, лідер рок-гурту «Машина времени»                    | Росія            | 30 липня 2015          | Від самого початку подій на Євромайдані А. Макаревич виступав на його підтримку. Виступав проти анексії Криму Росією. Назвав розмови про повернення Криму до складу Росії провокаціями. Брав участь 15 березня 2014 року в Марші миру в м. Москві проти можливої війни України з Росією. У березні 2014 підписав звернення російських діячів культури проти окупації Криму. |
| 2     | Шевчук Юрій Юліанович                                     |         | рок-співак, лідер гурту «ДДТ»                               | Росія            | 30 липня 2015          | У березні 2014 підписав звернення російських діячів культури проти окупації Криму. |
| 3     | Єфремов Михайло Олегович                                  |         | актор театру та кіно                                        | Росія            | 30 липня 2015          | У березні 2014 підписав звернення щодо проведення Конгресу інтелігенції «Проти війни, проти самоізоляції Росії, проти реставрації тоталітаризму». |
| 4     | Басилашвілі Олег Валеріанович                             |         | актор театру та кіно                                        | Росія            | 30 липня 2015          | У березні 2014 підписав звернення російських діячів культури проти окупації Криму. |
| 5     | Фатєєва Наталія Миколаївна                                |         | акторка театру та кіно                                      | Росія            | 30 липня 2015          | У березні 2014 підписала звернення російських діячів культури проти окупації Криму. |
| 6     | Ахеджакова Лія Меджидівна                                 |         | акторка театру та кіно                                      | Росія            | 30 липня 2015          | Під час Євромайдану акторка розповіла, що пильно стежить за ходом подій і дуже переживає і одночасно захоплена сміливістю українців. У березні 2014 підписала звернення російських діячів культури проти окупації Криму. У березні 2015 року виступила з підтримкою Надії Савченко. |
| 7     | Рамазанова Земфіра Талгатівна (Земфіра)                   |         | співачка, музикантка, композиторка                          | Росія            | 30 липня 2015          | 1 березня 2014 року після того, як комітети Ради Федерації з оборони і міжнародних справ схвалили звернення президента Російської Федерації про використання збройних сил Росії на території України, Земфіра на знак солідарності з українцями змінила головну сторінку свого офіційного сайту, де на чорному тлі було розміщено тільки одне відео, що датується 2008 роком, де співачка виконує українською мовою пісню «Відпусти» гурту Океан Ельзи. На початку липня 2015 р. під час виступу на фестивалі Тбілісі Open Air Земфіра розгорнула український синьо-жовтий стяг. Але 21 березня 2016 р. під час концерту у Вільнюсі вона з матюками попросила фанів прибрати український прапор.                                                                                            |
| 8     | Лазарєва Тетяна Юріївна                                   |         | телеведуча, акторка, громадська діячка                      | Росія            | 30 липня 2015          | У березні 2014 підписав звернення щодо проведення Конгресу інтелігенції «Проти війни, проти самоізоляції Росії, проти реставрації тоталітаризму». |
| 9     | Шац Михайло Григорович                                    |         | телеведучий, шоумен                                         | Росія            | 30 липня 2015          | У березні 2014 року публічно підтримав Україну та засудив анексію Криму Росією. |
| 10    | Троїцький Артемій Ківович                                 |         | телеведучий, журналіст, музичний критик                     | Росія            | 30 липня 2015          | У березні 2014 підписав звернення щодо проведення Конгресу інтелігенції «Проти війни, проти самоізоляції Росії, проти реставрації тоталітаризму». |
| 11    | Чхартишвілі Григорій Шалвович (Борис Акунін)              |         | письменник                                                  | Росія            | 30 липня 2015          | У березні 2014 підписав звернення російських діячів культури проти окупації Криму. |
| 12    | Шендерович Віктор Анатолійович                            |         | письменник-сатирик                                          | Росія            | 30 липня 2015          | Один з російських митців, які у 2014 році не підтримати анексію Криму Росією та війни на сході України, розпочатої Росією. |
| 13    | Кім Юлій Черсанович                                       |         | поет, композитор, драматург                                 | Росія            | 30 липня 2015          | У вересні 2014 року написав сатиричну пісню «Марш п'ятої колони», в якій засуджується російська агресія в Україні |
| 14    | Орлов Андрій Анатолійович (Орлуша)                        |         | поет                                                        | Росія            | 30 липня 2015          | У березні 2014 підписав звернення щодо проведення Конгресу інтелігенції «Проти війни, проти самоізоляції Росії, проти реставрації тоталітаризму». Також під час війни на сході України написав декілька віршів, присвяченим найрезонанснішим подіям цього конфлікту: «Реквієм про збитий Боїнг» (рос. «Реквием о сбитом Боинге»), «Балада про мертвих десантників» (рос. «Баллада о мертвых десантниках»), «Пісенька гуманітарного конвоїра» (рос. «Песенка гуманитарного конвоира»). 24 серпня 2014 року привітав українців віршем, присвяченим Дню Незалежності України. В серпні 2015 року, під час хвилі знищення санкційних продуктів в Росії, написав вірш «Смерть Пармезана». В листопаді 2015 заявив про себе «Я — українець» і записав відеоролик, в якому проспівав Гімн України. |
| 15    | Пархоменко Сергій Васильович (Серьога, Поліграф ШарикOFF) |         | реп-співак                                                  | Білорусь Україна | 30 липня 2015          | У серпні 2014 року луганський політик Ігор Ліскі повідомив на своїй сторінці у «Facebook» що російські ЗМІ опублікували список «ворогів Батьківщини» — російських митців, які підтримали київську владу та військові дії української армії на Донбасі; у цей список увійшов і Пархоменко (репер Серьога, Поліграф ШарикOFF). У грудні 2014 року Пархоменко (репер Серьога) заявив що деякі його колеги хотіли його лінчувати через те, що раніше він опублікував вірші, де критикував президента РФ Володимира Путіна. |
| 16    | Арнольд Шварценеггер                                      |         | актор                                                       | США              | 30 липня 2015          | 24 січня 2014 року підтримав Революційні події в Україні. У липні 2014 року Шварцнеггера помітили у футболці з зображенням Криму, на якій було написано: «I'll be back». Таким чином, Арнольд Шварценеггер заявив, що Крим — це Україна, і що він обов'язково повернеться в Україну. |
| 17    | Джаред Лето                                               |         | актор, співак рок-гурту «30 Seconds to Mars»                | США              | 30 липня 2015          | У 2014 році на врученні премії «Оскар» у своїй промові, в зв'язку з революційними подіями в Україні, висловив їй слова підтримки та солідарності. 12 березня 2014 року виступив разом з 30 Seconds to Mars з концертом у київському Палаці спорту, а наступного дня відвідав Майдан Незалежності, де поклав квіти до пам'ятника Героям Небесної Сотні. |
| 18    | Джордж Клуні                                              |         | актор, режисер                                              | США              | 30 липня 2015          | 9 грудня 2013 року, Клуні звернувся з посланням до українського народу, в якому висловив підтримку Євромайдану і всім українцям, що борються за утвердження демократичних цінностей в країні. |
| 19    | Гейден Панеттьєр                                          |         | акторка, співачка, модель, активістка                       | США              | 30 липня 2015          | 7 грудня 2013 року, під час Революції гідності, акторка відвідала Євромайдан разом з Володимиром Кличком і виступила перед мітингувальниками на київському Майдані Незалежності. |
| 20    | Мілла Йовович                                             |         | акторка, співачка, модель, гітаристка та продюсерка         | США              | 30 липня 2015          | Під час Революції гідності підтримала українців, закликала шанувальників робити пожертвування до благодійних фондів допомоги українцям, що постраждали під час революції, від повномасштабного вторгнення підтримує Україну. |
| 21    | Віра Фарміґа                                              |         | акторка, режисерка та продюсерка                            | США              | 30 липня 2015          | Під час Євромайдану акторка звернулася до українського народу, висловивши свою солідарність із демонстрантами в Києві. Засудила вторгнення російських військ на територію України. |
| 22    | Мартін Гор                                                |         | співак гурту «Depeche Mode»                                 | Велика Британія  | 30 липня 2015          | 9 грудня 2013 року в ексклюзивному інтерв'ю ТСН підтримав Революційні події в Україні. Гор одягнув синьо-жовто-зіркову стрічку на знак солідарності із мітингувальниками на Євромайдані. |
| 23    | Тім Рот                                                   |         | актор, кінорежисер                                          | Велика Британія  | 30 липня 2015          | 9 серпня 2014 року у інтерв'ю Катерині Осадчій на питання про російську агресію в Україні заявив: «Росія, дай їм спокій». |
| 24    | Педро Альмодовар                                          |         | кінорежисер, актор                                          | Іспанія          | 30 липня 2015          | У червні 2014 року був одним з всесвітньо відомих кінорежисерів, які підписали лист на захист Олега Сенцова. |
| 25    | Клаус Майне                                               |         | співак, вокаліст гурту «Scorpions»                          | Німеччина        | 30 липня 2015          | Висловив свою підтримку активістам Майдану. Клаус Майне записав відеозвернення для українців. |
| 26    | Вім Вендерс                                               |         | Президент Європейської кіноакадемії, кінорежисер, сценарист | Німеччина        | 30 липня 2015          | 19 серпня 2015 року, напередодні поновлення процесу над Олег Сенцовим був одним з членів Європейської кіноакадемії, які підписалися під листом на адресу керівництва Росії, у якому закли́кали скасувати звинувачення проти Сенцова і звільнити й реабілітувати його. |